# Michel Rabagliati

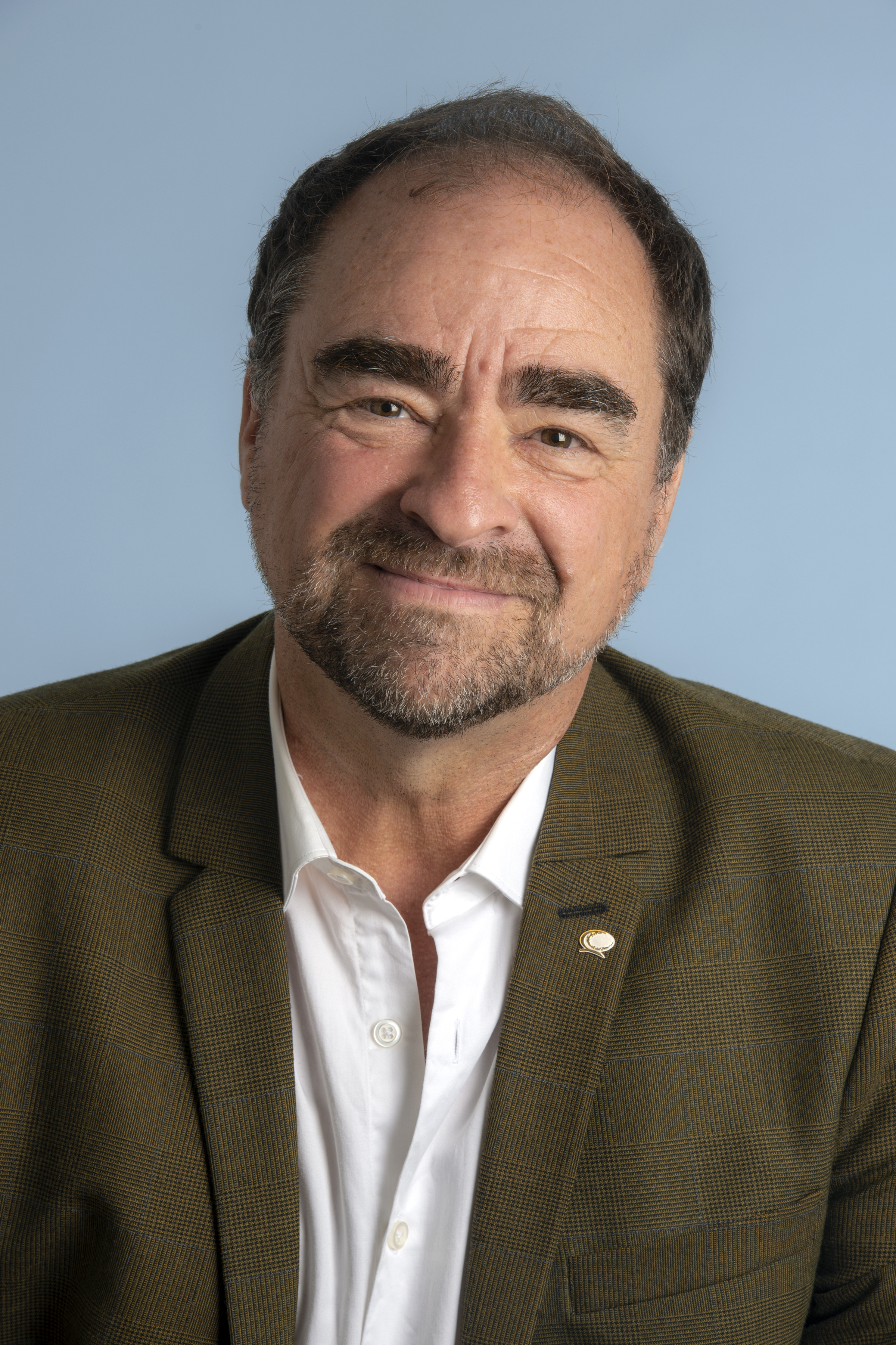
Michel Rabagliati (2022)

Michel Rabagliati (Montreal, 1961) is een Canadese striptekenaar. Hij heeft verschillende werken gepubliceerd bij Drawn and Quarterly in het Engels, en bij La Pastèque in het Frans. Een deel daarvan wordt in het Nederlands uitgegeven bij Oog & Blik.
Rabagliati heeft verschillende semi-autobiografische strips geschreven en geïllustreerd, telkens over het centrale personage Paul. Uit deze serie zijn Pauls vakantiebaantje en Paul op het platteland vertaald naar het Nederlands. Pauls vakantiebaantje won de prijs Bédélys Québec in 2002.
Rabagliati begon met het tekenen van strips rond zijn veertigste, nadat hij verscheidene jaren als grafisch ontwerper had gewerkt. Hijzelf zegt beïnvloed te zijn door de stijl van Belgische en Franse strips zoals Robbedoes, Asterix en Kuifje.

## Publicaties
In het Frans
- Paul à la campagne, La Pastèque, Montreal, 1999, 48 p.
- Paul a un travail d'été, La Pastèque, Montreal, 2002, 152 p.
- Paul en appartement, La Pastèque, Montreal, 2004, 114 p.
- Paul dans le métro, La Pastèque, Montreal, 2005, 114 p.
- Paul à la pêche, La Pastèque, Montreal, 2006, 208 p.
- Paul à Québec, La pastèque, Montreal, 2009, 192 p.
- Paul au parc, La pastèque, Montreal, 2011, 160 p.
- Paul à la campagne, Édition 15e anniversaire, La pastèque, Montreal, 2013, 64 p.
- Les Extras de Paul, La pastèque, Montreal, 2010, 48 p.

In het Engels
- Paul Apprentice Typographer in Drawn and Quarterly, vol. 3, Montreal, mai 2000, p. 130-144.
- Paul in the Country, Éd. Drawn & Quarterly. 26 p.
- Paul Has a Summer Job, Éd. Drawn and Quarterly. 152 p.
- Paul in the Metro in Drawn & Quarterly annual, vol. 5. 14 p.
- Paul Goes to the Hardware Store in Cyclops. 10 p.
- Paul Moves Out, Éd. Drawn & Quarterly. 114 p.
- Paul Goes Fishing, Éd. Drawn & Quarterly. 208 p.
- The Song of Roland, Conundrum Press, 192 p.
- Paul joins the scouts, Conundrum Press, 152 p.

In het Spaans
- Paul va a trabajar este verano, Éd. Fulgencio Pimentel. 152 p.
- Paul en el campo, Éd. Fulgencio Pimentel. 120 p.
- Paul se muda, Astiberri ediciones, 112 p.
- Paul va de pesca, Astiberri ediciones, 208 p.
- Paul en Quebec, Astiberri ediciones, 192 p.

In het Nederlands
- Pauls vakantiebaantje, Éd. Oog & Blik 2004. 152 p.
- Paul op het platteland, Éd. Oog & Blik 2007. 48 p.

In het Italiaans
- Paul ha un lavoro estivo, Éd. Coconino Press. 152 p.

In het Duits
- Pauls ferienjob, Édition52. 152 p.

In het Kroatisch
- Paulov ljetni posao, Naklada Fibra, 196 p.